# Curva di Lorenz

Una tipica curva di Lorenz

In economia, la curva di Lorenz è una rappresentazione grafica della distribuzione del reddito o della ricchezza . È stato sviluppato da Max O. Lorenz nel 1905 per rappresentare la disuguaglianza nella distribuzione della ricchezza.
La curva è un grafico che mostra la proporzione y% del reddito o della ricchezza complessiva percepiti dal x% più povero della popolazione. La percentuale di famiglie (o popolazione) è rappresentata sull'asse x, la percentuale di reddito (o ricchezza) sull'asse y. Il grafico può anche essere utilizzato per mostrare la distribuzione delle risorse. In tale utilizzo, molti economisti lo considerano una misura della disuguaglianza sociale.